# Nipigon
Nipigon (anglicky Lake Nipigon) je jezero v provincii Ontario v Kanadě. Je ledovcovo-tektonického původu. Má rozlohu 4800 km² (včetně ostrovů 4848 km²). Leží v nadmořské výšce 260 m. Dosahuje maximální hloubky 165 m. Je to největší jezero, které leží celé v provincii Ontario a někdy je připočítávané jako šesté k Velkým jezerům. Nachází se 120 km severovýchodně od Thunder Bay.

## Pobřeží
Pobřeží je velmi členité a pro jezero jsou charakteristické rozeklané útesy na pobřeží. Písek na pobřeží má zelenočernou barvu, což způsobuje přítomnost minerálu pyroxenu.

## Ostrovy
Na jezeře je mnoho ostrovů. Největší jsou Caribou, Geikie, Katatota, Kelvin, Logan, Murchison, Murray, Shakespeare.

## Vodní režim
Do jezera ústí řeky Windigo, Ogoki, Kopka, Ombabika, Ogaman, Blackwater, Gull. Odtéká z něj řeka Nipigon do Nipigonského zálivu Hořejšího jezera, jehož je nejvodnějším přítokem.

## Fauna
V povodí jezera se hojně vyskytuje sob polární.